# Misterton, Somerset
Misterton är en ort och civil parish i Storbritannien.   Den ligger i grevskapet Somerset och riksdelen England, i den södra delen av landet, 200 km väster om huvudstaden London. Misterton ligger 143 meter över havet och antalet invånare är 826.
Terrängen runt Misterton är huvudsakligen platt, men åt sydost är den kuperad. Runt Misterton är det ganska tätbefolkat, med 104 invånare per kvadratkilometer. Närmaste större samhälle är Yeovil, 14,4 km nordost om Misterton. Trakten runt Misterton består i huvudsak av gräsmarker.